# Thomas Jean Bourque
Pour les articles homonymes, voir Bourque.
Thomas Jean Bourque est un médecin et un homme politique canadien.

## Biographie
Thomas Jean Bourque est né le 11 mai 1864 à Memramcook, au Nouveau-Brunswick. Son père est Jean Bourque et sa mère est Marguerite Belliveau. Il étudie au Collège Saint-Joseph de Memramcook. Il épouse Emma Hannah le 24 avril 1894 et le couple a trois enfants.
Il est député du comté de Kent à l'Assemblée législative du Nouveau-Brunswick de 1908 à 1917 en tant que conservateur. Il est ensuite nommé sénateur sur avis de Robert Laird Borden le 20 janvier 1917 et le reste jusqu'à sa mort, le 16 février 1952.